# 申都乡
申都乡，是中华人民共和国甘肃省定西市岷县下辖的一个乡镇级行政单位。

## 行政区划
申都乡下辖以下地区：
青土村、朱家村、新民村、岔林村、永进村、申都村、龙泉村和沙地村。